# 狐塚古墳 (日南市)
狐塚古墳（きつねづかこふん）は、宮崎県日南市風田（かぜだ）にある古墳。宮崎県指定史跡に指定されている。

## 概要
宮崎県南部、風田川河口南岸の砂丘上（標高9メートル）に単独で築造された古墳である。1875年（明治8年）に発掘されているほか、1994年度（平成6年度）に発掘調査が実施されている。
墳丘は大きく削平されており、元の墳形は明らかでない。また墳丘周囲における周溝の有無も削平のため明らかでない。埋葬施設は両袖式の横穴式石室で、南東方向に開口した。破壊のため全体像は明らかでないが、石室全長約11-12メートルを測った大型石室である。鬼ヶ城古墳群（串間市）とともに横穴式石室墳としては九州最南端に所在し、玄室の規模は鬼の窟古墳・千畑古墳（いずれも西都市）を上回り、宮崎県内で最大規模になるとして注目される。石室内は盗掘に遭っているが、調査では県内2例目となる銅鋺や装飾付大刀のほか、銅鈴・耳環・玉類・武器・馬具・須恵器など多数の副葬品が出土している。
築造時期は、古墳時代終末期の7世紀初頭（TK217型式期古段階）頃と推定され、7世紀中葉（TK217型式期新段階）頃までの追葬が認められる。日本列島で南限に位置する定型化した終末期古墳であり、畿内色を帯びた副葬品の出土から、律令制成立期における南九州地方と畿内ヤマト王権との関係を考察するうえで重要視される古墳になる。なお、石室内は平安時代に製塩地として再利用されており、製塩遺構・製塩土器多数が出土している。
古墳域は1937年（昭和12年）に風田字前磯平の古墳と合わせて「東郷村古墳」として宮崎県指定史跡に指定されていたが、一度解除され、2000年（平成12年）に「狐塚古墳」として再指定されている。

## 遺跡歴
- 平安時代、製塩地として再利用（当時には羨道天井石の全てと玄室天井石の一部は崩落か）。
- 1875年（明治8年）、発掘。副葬品出土[2]。
- 1884年（明治17年）完成の『日向地誌』に記録[3]。
- 1937年（昭和12年）、風田字前磯平の古墳と合わせて「東郷村古墳」として宮崎県指定史跡に指定。
- 1962年（昭和37年）、国立日南療養所（現在の愛泉会日南病院）建設に伴い指定解除[2]。
- 1979年（昭和54年）、日南療養所の病棟建設で石室羨道部大半の破壊[2]。
- 1989年度（平成元年度）、市内遺跡詳細分布調査で存在確認（日南市教育委員会、1990年に報告）[5][4]。
- 1994年度（平成6年度）、石室内調査。石室規模の確認、副葬品出土（日南市教育委員会、1995年に報告）[3]。
- 2000年度（平成12年度）、周溝確認調査。遺構確認なし（日南市教育委員会、2001年に報告）[1]。
- 2000年（平成12年）9月21日、「狐塚古墳」として宮崎県指定史跡に再指定。

## 埋葬施設
埋葬施設としては両袖式横穴式石室が構築されており、南東方向に開口した。石室の規模は次の通り。
- 石室全長：約11-12メートル[6]
- 玄室：長さ5.60メートル、幅2.7メートル、現存高さ2.20メートル
- 羨道：現存長さ2.60メートル、幅1.60メートル、現存高さ1.60メートル

1994年度（平成6年度）の調査時点で石室の天井石は失われているほか、羨道部の大半は破壊されて約3分の1のみを残す。
玄室の床面は8-9割が製塩遺構・落石で撹乱されている。10-20センチメートル程度の礫を敷いたとみられ、破壊されていない部分では須恵器・馬具などの副葬品が原位置で確認されている。製塩遺構は平安時代のもので、床面から20-30センチメートル高い位置で布目圧痕土器（製塩土器）が多量に出土したほか、玄室奥壁付近で炉跡とみられる集石遺構が確認されている。
羨道の床面は原状を保つ。床面で礫は認められず、追葬時の棺台とみられる配石4個および副葬品の須恵器が出土している。

## 出土品

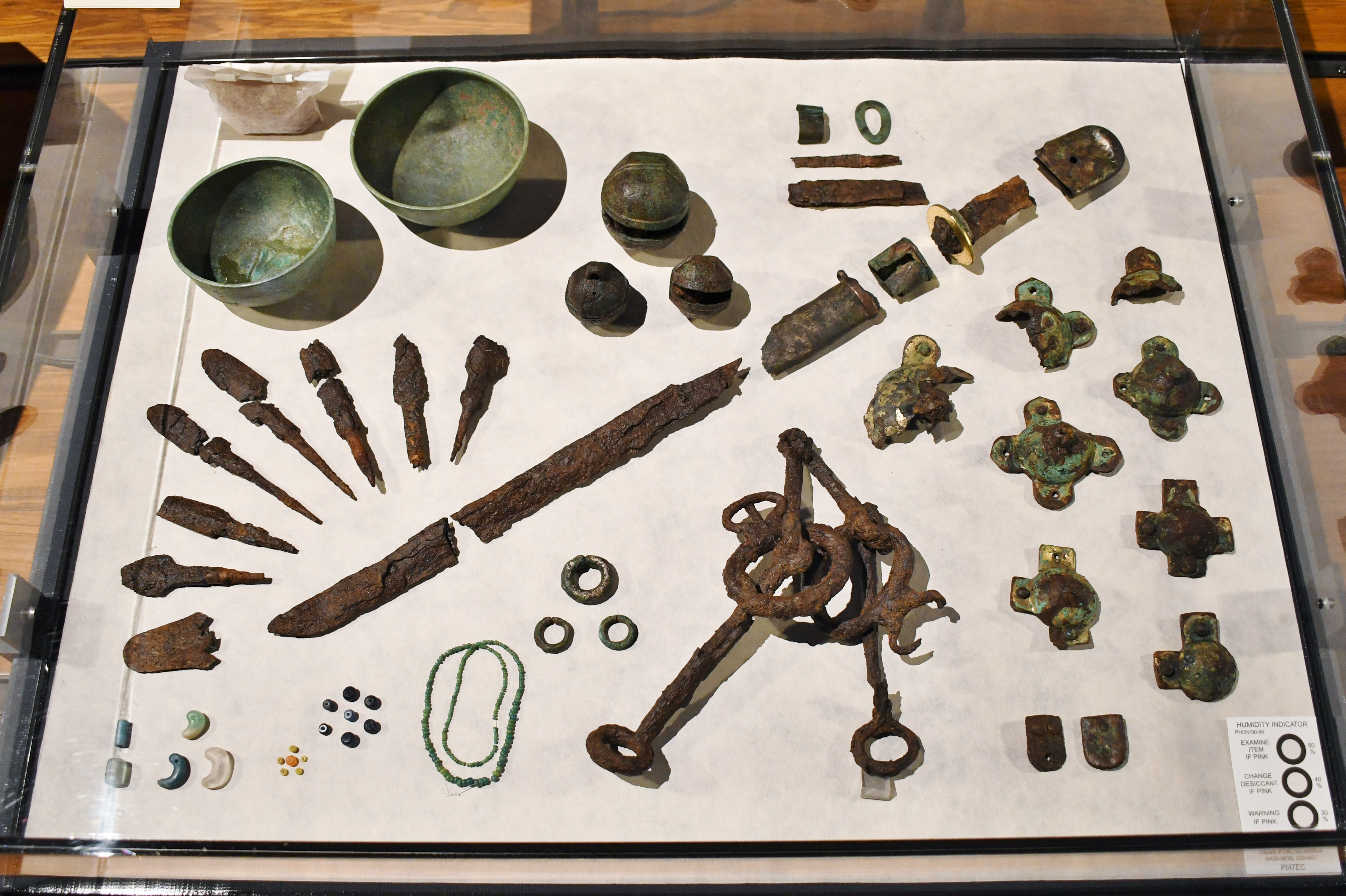
副葬品宮崎県立西都原考古博物館展示。

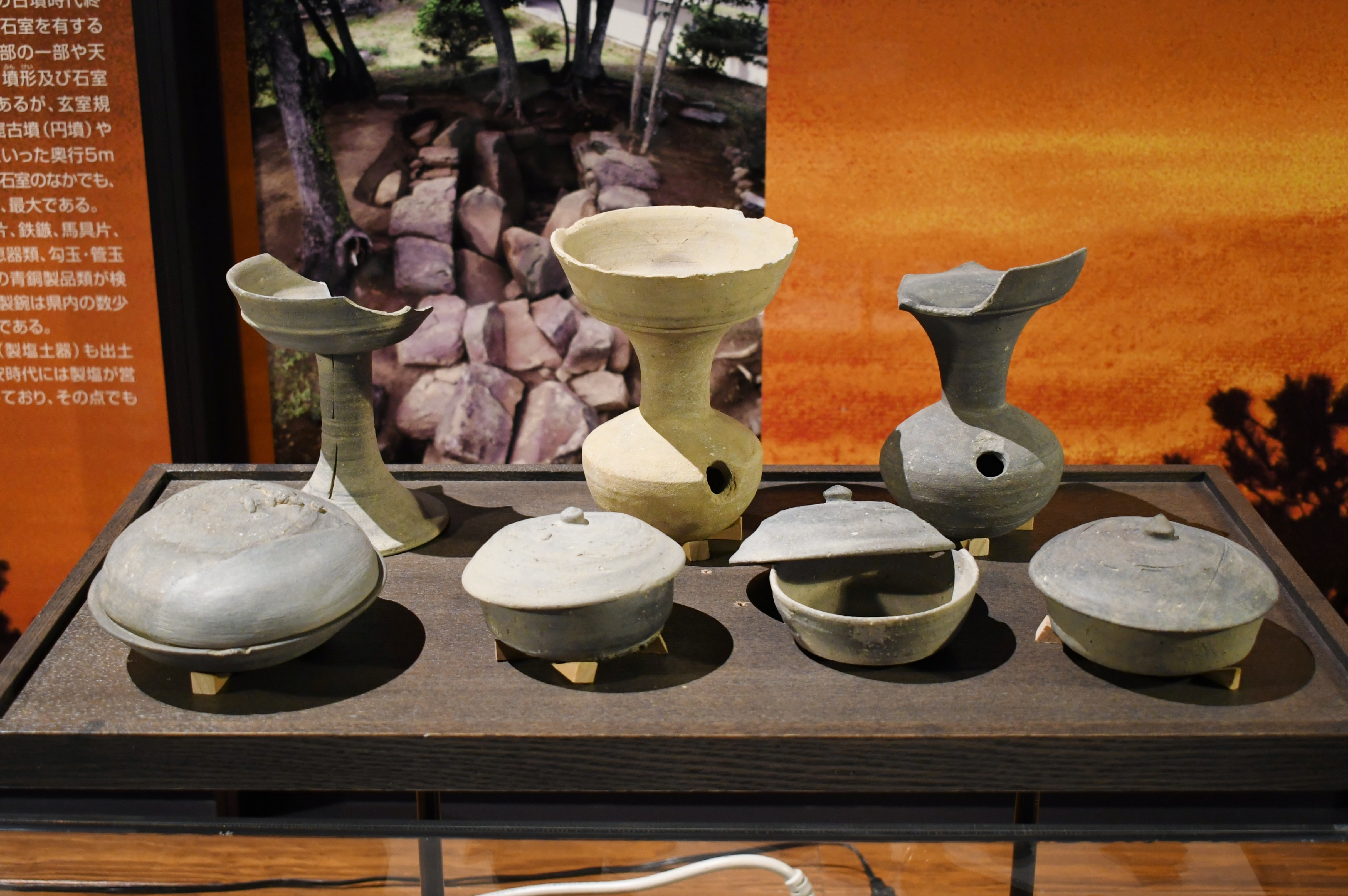
須恵器宮崎県立西都原考古博物館展示。

1994年度（平成6年度）の調査で石室内から出土した副葬品は次の通り。
- 銅鋺 2 - 宮崎県内2例目[6]。
- 銅鈴 3
- 耳環 3 - 被葬者は2-3人か。
- 玉類
  - 勾玉 3 - 水晶製1、その他2。
  - 切子玉 12 - 水晶製。
  - ガラス小玉 235 - 碧色、紺色、橙色、黄色など。
  - 管玉 3
- 武器
  - 刀剣刀片 6
  - 刀剣関係飾り等 6 - 鞘、つば、飾り部分など。
  - 鉄鏃 3
- 馬具関係鉄製品 5
- 青銅製品金箔片 20 - 装飾品の一部か
- 須恵器 - 坏蓋8、坏身14、高坏1、𤭯2、横瓶1。TK217型式古段階のものは主に玄室内で、TK217型式新段階のものは主に羨道部で出土しており、それぞれ初葬時・追葬時とみられる。

以上のほか、平安時代の布目圧痕土器（製塩土器）約3000点、江戸時代の寛永通宝4点・陶磁器片が出土している。

## 文化財

### 宮崎県指定文化財
- 史跡
  - 狐塚古墳 - 2000年（平成12年）9月21日指定。

## 関連施設
- 宮崎県立西都原考古博物館（西都市三宅） - 狐塚古墳の出土品を展示。

## 関連文献
（記事執筆に使用していない関連文献）
- 「狐塚古墳」『宮崎県史』 資料編 考古2、宮崎県、1993年。